# Major Prado
Major Prado é um distrito do município brasileiro de Santo Antônio do Aracanguá, no interior do estado de São Paulo.

## História

### Origem
O povoado foi fundado com o nome de Vila Dulce em terras do distrito de São Jerônimo (atual Planalto), no município de Monte Aprazível.

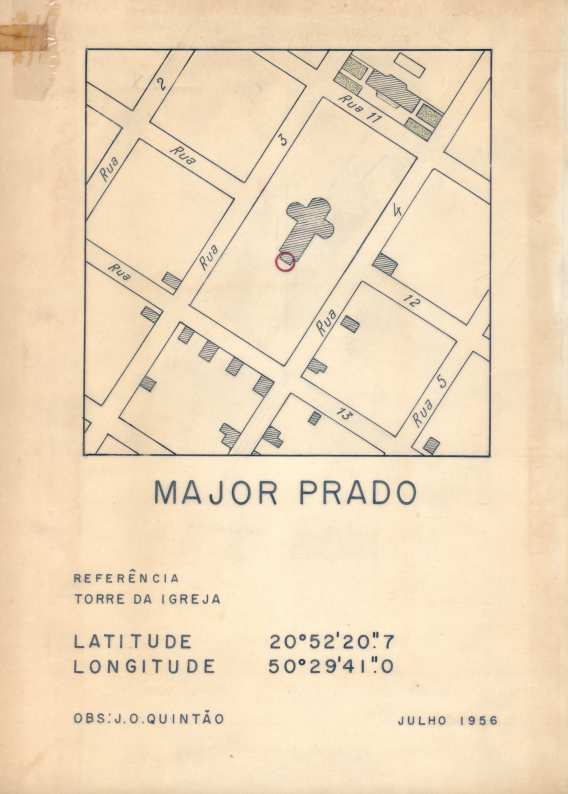
Croqui da área urbana original.

### Formação administrativa
- Distrito policial de Vila Dulce criado em 23/10/1928 e transferido para o distrito de Buritama, município de Monte Aprazível[3].
- Decreto nº 6.638 de 31/08/1934 - Cria o distrito de Major Prado, com sede no povoado de Vila Dulce, município de Monte Aprazível[4].
- Pelo Decreto nº 9.775 de 30/11/1938 foi transferido para o município de Araçatuba[5].

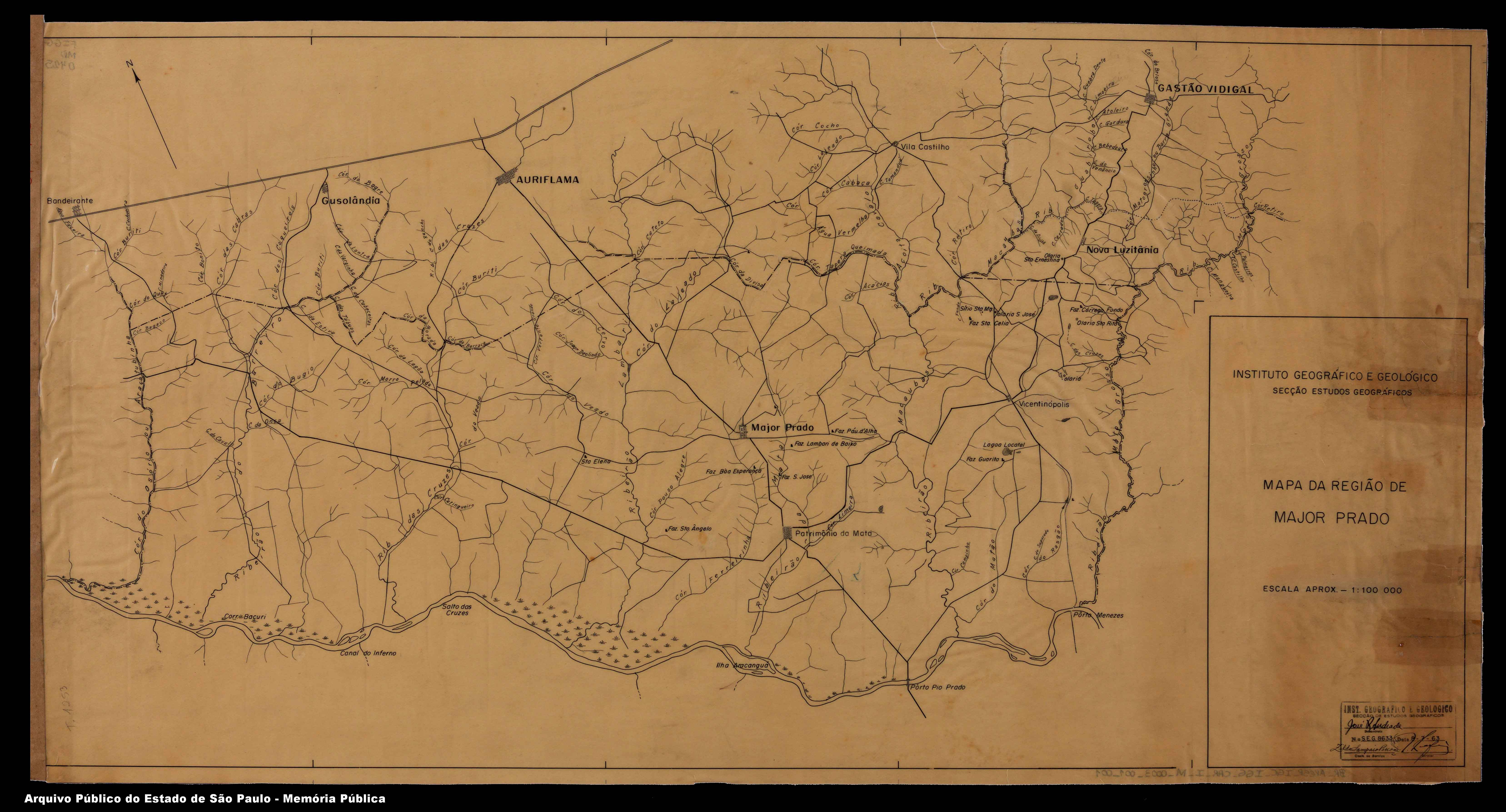
Mapa do distrito de Major Prado (1963).

- Decreto nº 39.764 de 12/02/1962 - Cria a 2.ª subdelegacia de polícia - Patrimônio da Mata (atual Santo Antônio do Aracanguá) - no distrito de Major Prado, município de Araçatuba[6].
- Pela Lei nº 8.092 de 28/02/1964 perdeu a condição de distrito, com a sede transferida para Santo Antônio do Aracanguá[7].
- Pela Lei nº 7.664 de 30/12/1991 passa a integrar o novo município de Santo Antônio do Aracanguá[8].
- Lei Ordinária nº 212 de 20/12/1996 - Cria novamente o distrito de Major Prado[9].

### Pedido de emancipação
O distrito tentou a emancipação político-administrativa e ser elevado à município, através de processo que deu entrada na Assembléia Legislativa do Estado de São Paulo no ano de 1963, mas como não atendia os requisitos necessários exigidos por lei para tal finalidade, o processo foi arquivado.

## Geografia

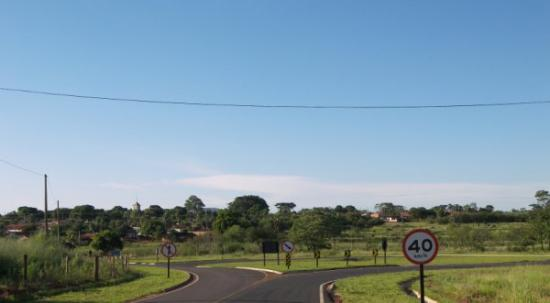
Entrada de Major Prado.

### Demografia

#### População urbana
| Crescimento população urbana | Crescimento população urbana | Crescimento população urbana | Crescimento população urbana |
| Censo                        | Pop.                         |                              | %±                           |
| ---------------------------- | ---------------------------- | ---------------------------- | ---------------------------- |
| 1940                         | 157                          |                              | —                            |
| 1950                         | 210                          |                              | 33,8%                        |
| 1960                         | 196                          |                              | −6,7%                        |
| 1991                         | 374                          |                              | —                            |
| 2000                         | 623                          |                              | 66,6%                        |
| 2010                         | 680                          |                              | 9,1%                         |
| Fonte: IBGE e Fundação SEADE |                              |                              |                              |

#### População total
Pelo Censo 2010 (IBGE) a população total do distrito era de 1 065 habitantes.

### Área territorial
A área territorial do distrito é de 259,361 km².

### Rodovias
O distrito possui acesso por estrada vicinal à Santo Antônio do Aracanguá e à Rodovia Dr. Elyeser Montenegro Magalhães (SP-463).

## Serviços públicos

### Registro civil
Atualmente é feito na sede do município, pois o Cartório de Registro Civil das Pessoas Naturais foi transferido pela Lei nº 8.092 de 28/02/1964 e seu acervo foi recolhido ao cartório do distrito de Santo Antônio do Aracanguá.

### Educação
- EMEIF Professor Arnaldo Paulini[15].

### Saneamento
O serviço de abastecimento de água é feito pela Prefeitura Municipal de Santo Antonio do Aracanguá.

### Energia
A responsável pelo abastecimento de energia elétrica é a CPFL Paulista, distribuidora do grupo CPFL Energia.

### Telecomunicações
O distrito era atendido pela Telecomunicações de São Paulo (TELESP), que inaugurou a central telefônica utilizada até os dias atuais. Em 1998 esta empresa foi vendida para a Telefônica, que em 2012 adotou a marca Vivo para suas operações.

## Religião
O Cristianismo se faz presente no distrito da seguinte forma:

### Igreja Católica
- A igreja faz parte da Diocese de Jales[21].

### Igrejas Evangélicas
- Congregação Cristã no Brasil[22].